# 1923 Osiris
Az 1923 Osiris (ideiglenes jelöléssel 4011 P-L) a Naprendszer kisbolygóövében található aszteroida. Cornelis Johannes van Houten, Ingrid van Houten-Groeneveld és Tom Gehrels fedezte fel 1960. szeptember 24-én.
A nevét Ozirisz egyiptomi istenről kapta.